# Чаринов, Муэддин
Чаринов, Муэддин (Мугутин) (23 мая 1893—1936) — лакский поэт. Автор гимна лакцев — «Моя Родина — Лакия».

## Биография
Муэддин Чаринов родился в селе Хурукра (ныне Лакский район Дагестана) 23 мая 1893 года. Мать Магомеда Гаджиева, Хурибича — двоюродная сестра М. Чаринова. В 1914 году он окончил реальное училище в Темир-Хан-Шуре и стал учителем. В период с 1921 по 1927 годы обучался в сельскохозяйственном институте в Баку. В 1930-е годы работал в Дагестанском НИИ. Незаконно репрессирован. Реабилитирован посмертно.

## Творчество
Первые произведения Чаринов написал в 1910 году. После Октябрьской революции важное место в его творчестве занял вопрос женского образования. Этой теме посвящены как стихотворения Чаринова, так и его драматические произведения — «Габибат и Гаджияв» и «Шагалай». Также Чаринов впервые перевёл на лакский язык ряд произведений И. А. Крылова, М. Ю. Лермонтова, Н. А. Некрасова.

## Память
Улица Чаринова — название улиц в Махачкале и Буйнакске.